# Aliagha Shikhlinski
Aliagha İsmayil agha oglu Shikhlinski (f.d. 3 de marzo de 1863, Gazakhli —ahora Ashaghi Salahli—, distrito de Gazakh, provincia de Yelizavetpol, Imperio ruso - m. 18 de agosto de 1943, Bakú, RSS Azerbaiyán, Unión Soviética) fue un teniente general en el ejército del Imperio ruso, viceministro de guerra de la República Democrática de Azerbaiyán y hombre de guerra soviético.
Los rusos le dieron a Aliaga Shikhlinski el sobrenombre de «Dios de la Artillería» debido a sus servicios innegables y victorias obtenidas en el desarrollo teórico y práctico de la artillería. En 1926, publicó el diccionario breve ruso-turco en tres alfabetos, en ruso, árabe y latino. Y así por primera vez creó el vocabulario militar en Azerbaiyán.

## Vida

### Años iniciales
Aliaga Shikhlinski nació el 23 de abril de 1865 en el pueblo de Yelizavetpol en la aldea de Gazakhli (ahora Ashaghi Salahli) del distrito de Gazakh en el seno de una familia terrateniente. Él escribía que su padre, Ismayil agha Ali Gazakh oglu Shikhlinski, perteneció a una generación valiente cuyo origen proviene del año 1537. Shikhlinski escribe con orgullo en el «Libro del oficial», donde empezó a tomar notas desde el año 1904, que su madre, Shahyemen janim, es la nieta de Molla Veli Vidadi. Aliaga Shikhlinsky también tenía dos hermanos.
Fue admitido en la primera clase del gimnasio militar de Tbilisi en agosto de 1876 y se graduó del gimnasio, que ya se había convertido en un cuerpo de cadetes, en 1883 como el primer estudiante.

### Comienzo de su carrera militar

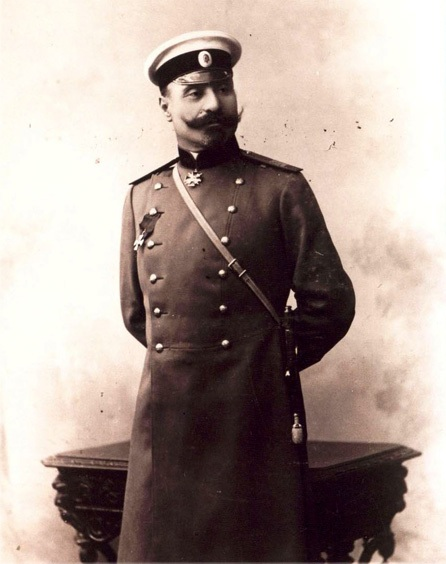
Capitán Aliagha Shikhlinski, en 1904.

En 1883 Aliaga Shikhlinski continuó su educación en la escuela de artillería Mikhailovsk en San Petersburgo. Él allí tuvo mucho éxito no sólo como un estudiante capaz, sino también como un miembro de caballería y excelente gimnasta. Los éxitos del cadete no se pasaron por alto y 7 meses después del comienzo de su educación se convirtió en un suboficial, y el 13 de octubre de 1885 ascendió a portupey-yunker. Sus profesores fueron los famosos artilleros Nil Lvovich Kirpich, Nikolai Vladimirovich Maiyevski y Aksel Gadolin. Aliaga Shikhlinski asumió todas las buenas cualidades de ellos. También asistió a conferencias masivas, escuchó otras lecciones de escuelas militares.
El 11 de agosto de 1886 Aliaga Shikhlinski se graduó de la escuela con el primer grado, siendo ya subteniente. En su primer año de servicio obtuvo su primera experiencia pedagógica: primero fue maestro del equipo docente de la brigada de artillería y luego jefe del equipo de la brigada. Se mostró como un brillante experto en artillería, buen organizador, profesor y tutor capaz. En 1900 el capitán Shikhlinski solicitó su transferencia a Siberia Oriental. Fue asignado jefe de la batería de la división especial de artillería de Zabaykalye, además, ejerció repetidamente los cargos de los comandantes de batallón y de división como presidente del Comité de artillería.

### Guerra ruso-japonesa

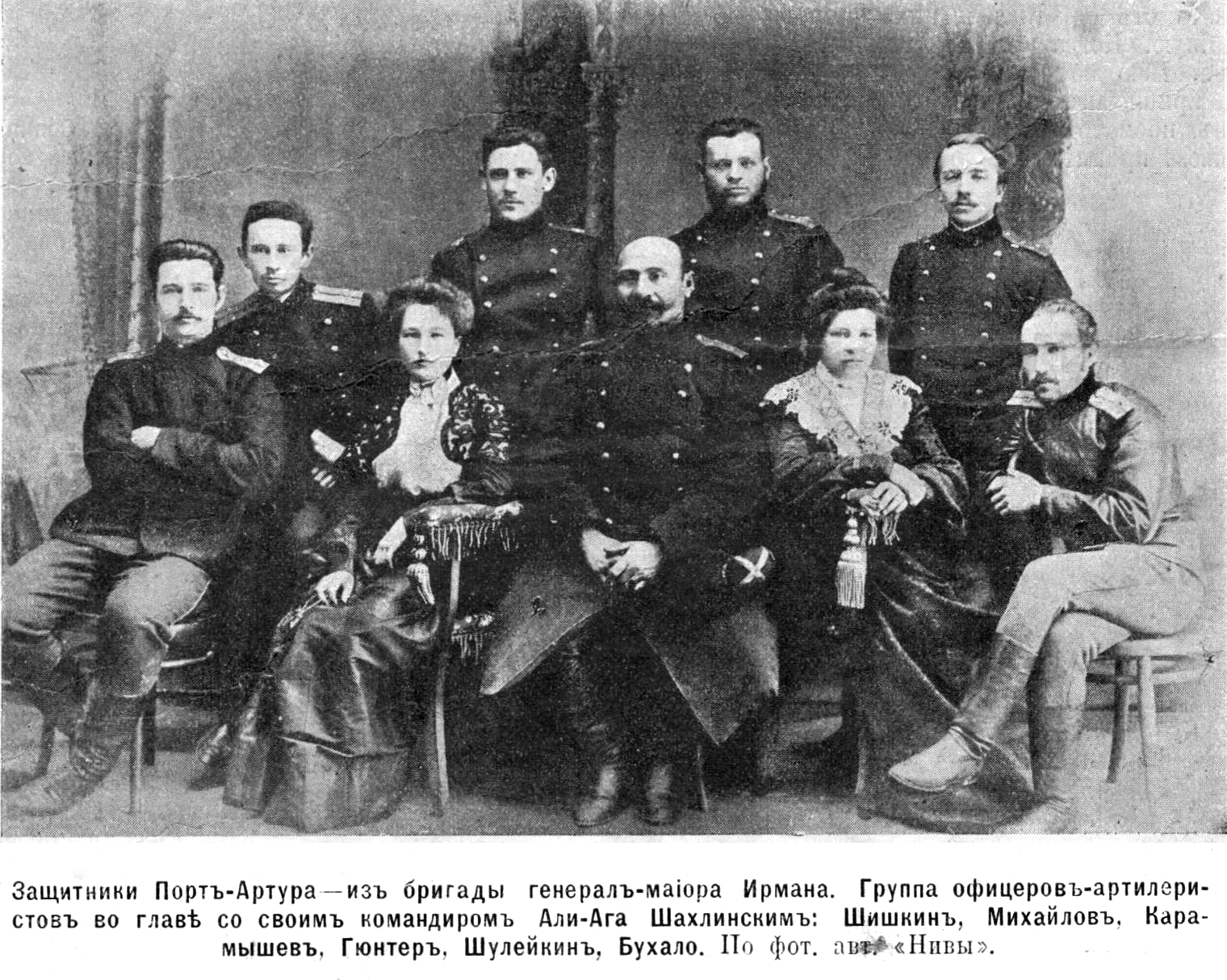

A principios del mayo de 1904 la batería entabló un combate contra los japoneses. En la guerra ruso-japonesa, Shikhlinski se hizo famoso como el protector de la defensa de Port-Arthur. Shikhlinski estuvo en los campos más importantes de la defensa de la fortaleza y participó activamente en el ataque al enemigo con golpe de la semibatería. Famoso historiador militar, general de división I. Krupçenko luego escribía: Los artilleros rusos desempeñaron un papel importante en la superación de los ataques japoneses. Ellos adelantaron valientemente los cañones y asestaron un gran golpe a los japoneses con una puntería exacta.
Shikhlinski estaba entre ellos. Él abría fuego de la artillería desde posiciones cerradas y abiertas, adelantaba los cañones sin temer, para poner el alza exacta. Fue condecorado con la orden de «San Jorge» por su valentía. Luego él escribía: Siempre recuerdo con orgullo como fui parte de la epopeya de Port Arthur.
Del artículo de 1 de abril de 1905 en la rúbrica de «Diferentes noticias» del periódico de «Tercuman»: Aliaga Shikhlinski, capitán de la cuarta brigada de artillería de fusiles de Siberia Oriental fue condecorado con la medalla de «por Valentía» y la Espada dorada con leyenda por distinguirse en la derrota de la incursión japonesa en Port-Artur desde el siete de octubre hasta el diecinueve de noviembre.
Del artículo en la página mil quinientos setenta y siete de la edición ochenta y uno de la antología «Crónica de la guerra contra los japoneses» publicada en 1905: Según la presentación de la división de caballería que tiene la orden de «San Jorge», el gran emperador demostró gran misericordia el 3/IX-1905 y concordó con la orden del mártir y victorioso «San Jorge» de cuarto grado al teniente coronel de la cuarta brigada de artillería de fusiles de Siberia Oriental, Aliagha Shikhlinski, que se distinguió en la defensa de Port-Artur y defendió hábilmente con artillería la fortificación número tres y otros equipos de esta fortificación desde el 13 al 17 de octubre de 1904. El teniente coronel Aliaga Shikhlinski demostró gran coraje en este combate, algunos fusileros de la semibatería a su cargo perdieron la vida, a menudo encaraba cañones personalmente y obligó a callarse reiteradamente a la artillería enemiga, hizo retrasar con una valentía extraordinaria a los miembros de la infantería japonesa que trataban de acercarse a las fortificaciones abajo mencionadas.

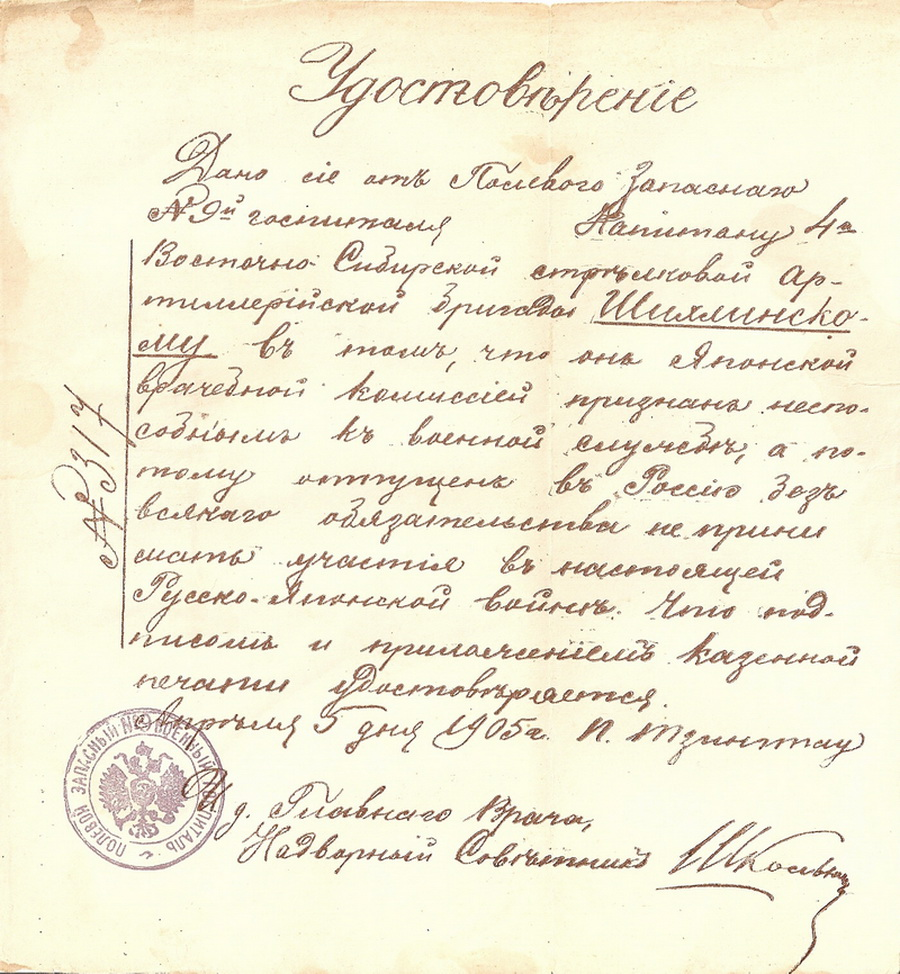

El participante de esas batallas, autor de la obra monumental en dos tomos «Días amargos de Port-Artur», P. Larenko, en 1906 escribe que el capitán de batería Aliagha Shikhlinski fue gravemente herido en la montaña Laperov. Participó en las batallas de Kinjo, «Zelyonni» y «Volchye» como un verdadero héroe. A principios de agosto estaba en «Visokaya gora» con su batería y desde el diez agosto estuvo siempre en Laperov. Desde aquí combatía seguramente con la artillería de desierto del enemigo golpeando las entradas y fortificaciones y superando las columnas de ataque.
Después de que el castillo de Port-Artur se rindió los japoneses enviaron al teniente coronel Aliagha Shikhlinski como malherido a su patria con la condición que no iba participar más en la guerra. En la patria se recuperó más pronto de lo que esperaba y pidió que le enviaran al ejército de Manjuriya otra vez. Pero no le permitieron. Aliaga Shikhlinski, describe su deseo de regresar a Rusia e ir otra vez al frente con más exactitud en su memorándum militar «Mis recuerdos».
El certificado emitido por la comisión médica el 5 de abril de 1905 aún se conserva en el archivo del general. Su texto es el siguiente: El certificado se expide para el capitán de la cuarta brigada de artillería de fusiles de Siberia Oriental, Aliagha Shikhlinski, del hospital del desierto número nueve. Por el presente hacemos constar que fue determinado su discapacidad para el servicio militar por la comisión médica japonesa. Él es enviado a Rusia.
Por sus servicios ejemplares en Port-Artur fue condecorado con una espada con leyenda  «por valentía», espada dorada como suplemento a la orden de «Santa Ana» de cuarto grado, orden de «San Vladimiro» con espada, arma dorada con leyenda «por valentía» y orden de «San Jorge» de cuarto grado.

### Servicio en la escuela de oficiales de artillería
Desde el 1 de febrero hasta el agosto de 1906 asistió a un curso en la Escuela de Oficiales de Artillería en Shikhlinski en la ciudad de Charskoei-Selo. Le pidieron seguir trabajando en la escuela por sus éxitos como estudiante. El mismo año, Aliaga Shikhlinski descubrió la teoría científico-militar «Triángulo de Shikhlinski» para apuntar un blanco invisible. Es cierto, esto se realizó sólo en 1924 en el Ejército Rojo y se justificó por completo. La innovación importante incluida en la experiencia de fuego de artillería fue el método racional para apuntar un blanco, también conocido como el «Triángulo de Shikhlinski». Este método inicialmente incorpora las baterías para que los objetivos que aparecen en cualquier punto de la orientación seleccionada puedan caer fácilmente bajo el fuego de artillería con la ayuda de ciertas correcciones. Esto permitió que la batería se apuntara a tiempo. En 1907 ascendió a comandante de la batería de artillería 29 ubicada en Riga.

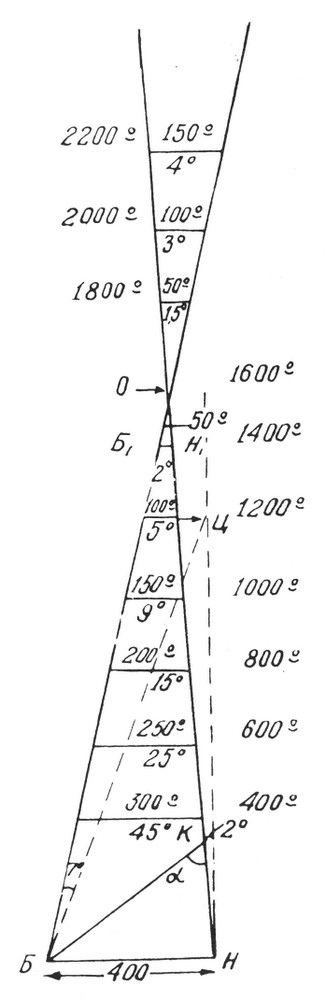

El 25 de noviembre de 1908 en Tsarskoye-Seloda se celebraba el día de la orden de San Jorge, victorioso. El teniente coronel Shikhlinski recibió el rango de coronel por su excelente servicio. Había completado diez años de servicio en tres años. Se hablaba de este acontecimiento en los círculos superiores, así como en el ejército como de un evento muy raro. En los tiempos de paz esto era una condecoración increíble.
En la escuela de oficiales de artillería, Shikhlinski se mostró como un oficial innovador que aplicaba ideas avanzadas en la práctica. Fue miembro de la comisión para el desarrollo de la práctica aplicada de aviones en 1912 y un año más tarde fue asignado director de la escuela. Pronto empezaron a publicar la revista de «Noticias de la escuela de oficiales de artillería». En las páginas de la revista se intervenía el general también.
En el verano de 1913 el general Joffre llegó a Rusia con diecisiete oficiales del ejército francés. Se interesaron durante unos días en la escuela de oficiales de artillería. Los franceses piden una breve demostración de cómo se abre fuego de la batería con el método de fuego cerrado, bajo el mando de un comandante. El comando de la organización de todo el método de fuego facultó a Aliagha Shikhlinski. La técnica de fuego exacta y el disparo del cañón pesado organizado por el general Shikhlinski fascinó a los franceses. Ahí mismo decidieron aplicar esta técnica de disparo en su patria (hasta aquel tiempo los franceses no sabían nada de este método). Un año después el presidente de Francia Raymond Poancaré visitó a Rusia y trajo condecoraciones por el respeto mostrado al general Joffrey y a su equipo por parte de los artilleros rusos. Entre estos premios solo hubo dos Órdenes de Legión de Honor para los generales. Uno de ellos se presenta al general de caballería Bezorazov y el otro a Aliagha Shikhlinski.
En 1913, a sugerencia de Shikhlinski, la escuela empezó a elaborar los principios básicos de fuego del aerostático sujeto, prácticas de inteligencia de observación y blanco, asimismo, disparos contra aviones y aerostático. Aliagha Shikhlinski trabajaba sobre este asunto desde hace mucho tiempo. Aún en el año 1911 mientras se discutían las reglas del ataque aéreo en la escuela, el científico se ofreció a llevar el cálculo sobre aviones con velocidad de 180 verstás por hora. En ese momento, Shikhlinski entendió la perspectiva de defensa aérea y defensa aérea. En aquel entonces Shikhlinski ya había entendido correctamente la perspectiva de la defensa del ataque aéreo.
Aliaga Shikhlinski dio un curso de conferencias sobre temas militares en escuelas, unidades militares y en diversas reuniones académicas en San Petersburgo. Estas conferencias se imprimieron en forma de libretas en la sede de Estado Mayor. Se publicaron sus libros fuertes como «Instrucciones para organizar maniobras de artillería en escala de división», «Colección de problemas y ejercicios para la artillería de montaña y de desierto» (publicado tres veces desde el 1913 hasta el 1916), «Uso de cañones de desierto en el frente», «Resumen de las conferencias dictadas por el teniente coronel Shikhlinski en la escuela de oficiales de artillería». En particular, este último libro ganó enorme popularidad entre los artilleros. Notemos también que este libro, que fue publicado en la imprenta de la escuela de oficiales de artillería, produjo mucho beneficio para la escuela. De ese ingreso, Aliaga Shikhlinski recibió solo una cantidad de 500 manats con dinero de oro como derecho del autor.

### Primera Guerra Mundial

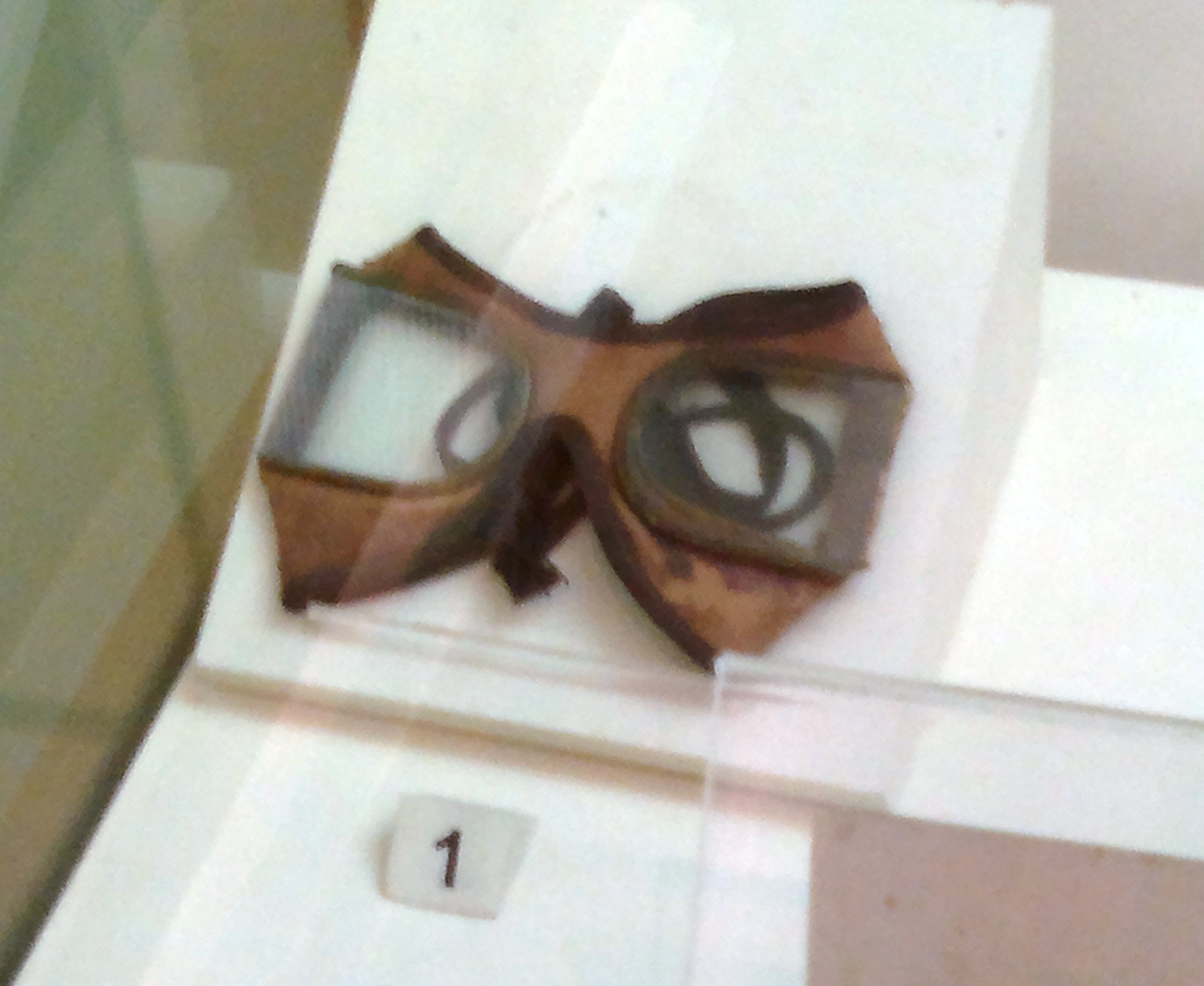

Al comienzo de la Primera Guerra Mundial, Shikhlinski fue asignado jefe de la artillería de Petrogrado. Fue facultado para la defensa de la capital de Rusia, Petrogrado. Ha recorrido personalmente toda la línea de defensa delantera, definiendo la ubicación de las instalaciones de la batería y la configuración de las posiciones de disparo. Prestó gran atención a la defensa de los aeroplanos. Por su iniciativa, alrededor de Petrogrado fue organizada una defensa antiaérea con instalaciones artilladas de tiro rápido del año 1900 en las plataformas especiales basadas en el sistema del general Rozenberg. Pronto Shikhlinski fue transferido al cargo de inspector de artillería en el frente noroeste. Allí dirigió personalmente a los equipos de artillería en la ejecución de tareas generales, y se llevó a cabo una preparación de artillería en gran escala. Pronto elaboró una nueva técnica de disparo.
Aliaga Shikhlinski dirigió la operación de demolición de las posiciones alemanas cerca de Krevo en 1916, y la preparación de la operación en el décimo frente del ejército del frente occidental en julio de 1917. Se podría ver a Aliagha Shikhlinski en las posiciones delanteras. Él inspeccionaba la disposición de las unidades artillera, daba instrucciones para colocar mejor los cañones, observaba y manejaba sus operaciones de combate.
El 2 de abril de 1917 el general Aliagha Shikhlinski fue ascendido a teniente general. Después de que el gobierno zarista fue derrocado y el gobierno provisional llegó al poder, Shikhlinski continuó sirviendo en el ejército. Tuvo que trabajar estrechamente con Minski, así que M.V.Mikhaylov era el primer jefe de la milicia de Minski. Se habían creado relaciones sinceras entre él y M.V.Mikhaylov. Vale la pena mencionar que Shikhlinski escribe sobre sus reuniones con figuras políticas y militares famosas en sus memorias y en ocasiones les da un carácter muy breve pero preciso.

### Servicio en Azerbaiyán
Al volver al Cáucaso el 15 de noviembre de 1917, Shikhlinski creó, por primera vez, un cuerpo nacional de azerbaiyanos en Tbilisi. Así sentó las bases para el Ejército Nacional de la República Democrática de Azerbaiyán. El general nos da una información más exacta acerca de esto en su memorando militar «Mis recuerdos»: Cuando volví a Tiflis, leí un decreto de mi asignación temporal al comando del cuerpo. Decidí formar un cuerpo con deseo de servir a mi propio pueblo contra las presiones externas y las confusiones internas, y empecé a establecer mi sede en Tbilisi... El treinta y uno de diciembre, fui a Ganja con el primer personal de mi Estado Mayor y me dediqué a formar los grupos. Encontramos grandes obstáculos para organizar unidades del cuerpo.
En octubre de 1918, el general Aliaga Shikhlinski se dirigió a los soldados del recientemente establecido Ejército Nacional de Azerbaiyán en Ganja y dijo: Los azerbaiyanos deben saber que el ejército nativo nunca es un lugar para perezosos y su existencia no sirve para mejorar más el bienestar material de algún azerbaiyano. El ejército es el punto de apoyo para el pueblo —aquí deben venir los hijos dignos del pueblo.
El general Aliaga Shikhlinski pronunció este discurso patriótico a causa de la primera graduación de la escuela de alféreces en Ganja. En este evento participaron el comandante general del ejército caucásico Nuru Pasha, su padre Haji Ahmed, el ministro de educación Nasib bey Usubbeyov, apoderado del ministro del Interior Mehdi bey Hacinski, el ministro de Seguridad Social Musa bey Rafiyev, el gobernador de Ganja, general Ibrahim agha Vakilov y otros hombres de estado.
El autor, Elchi, escribió en el periódico «Azerbaiyán» en ruso el 7 y 8 de noviembre de 1918 que, al día siguiente, los visitantes de Bakú y casi todos los habitantes del pueblo fueron enviados a las fuerzas armadas. En el campo fueron creados espaldones, barrancos y diversos obstáculos de antemano. Todos vinieron a la Fiesta Nacional, a la primera graduación de los oficiales turco-azerbaiyanos. Había un ambiente festivo alrededor. El comandante del cuerpo azerbaiyano general Aliaga Shikhlinski se acercó a los cadetes que se pusieron en filas y les saludó junto con otros. Al saludo amistoso del general Aliagha Pasha contestaron ochocientos soldados a la vez. Luego empezaron los ensayos de entrenamiento según el plan.
El 25 de diciembre de 1918 el comandante de artillería completo Samad bey Mehmandarov fue ministro de Defensa, y aquel día se dirigió al pueblo con una declaración. El 29 de diciembre el teniente general Aliaga Shikhlinski fue nombrado viceministro de Defensa. El 28 de julio de 1919 por la orden N.º 339 de la República Democrática de Azerbaiyán, Aliaga Shikhlinski recibió el rango de general de artillería. Por su iniciativa fue fundada la Media Luna Roja de la República Democrática de Azerbaiyán el 9 de marzo de 1920 por primera vez.
El 27 de abril de 1920, cuando el ejército del imperio ruso ocupó Azerbaiyán, Samad bey Mehmandarov estaba enfermo y Aliaga Shikhlinski era ministro en funciones. Teniendo en cuenta la imposibilidad de una colisión, Shikhlinski no permitió que explotaran los puentes minados.

Objetos personales de Aliaga Shikhlinski, conservados en el Museo de Historia de Azerbaiyán
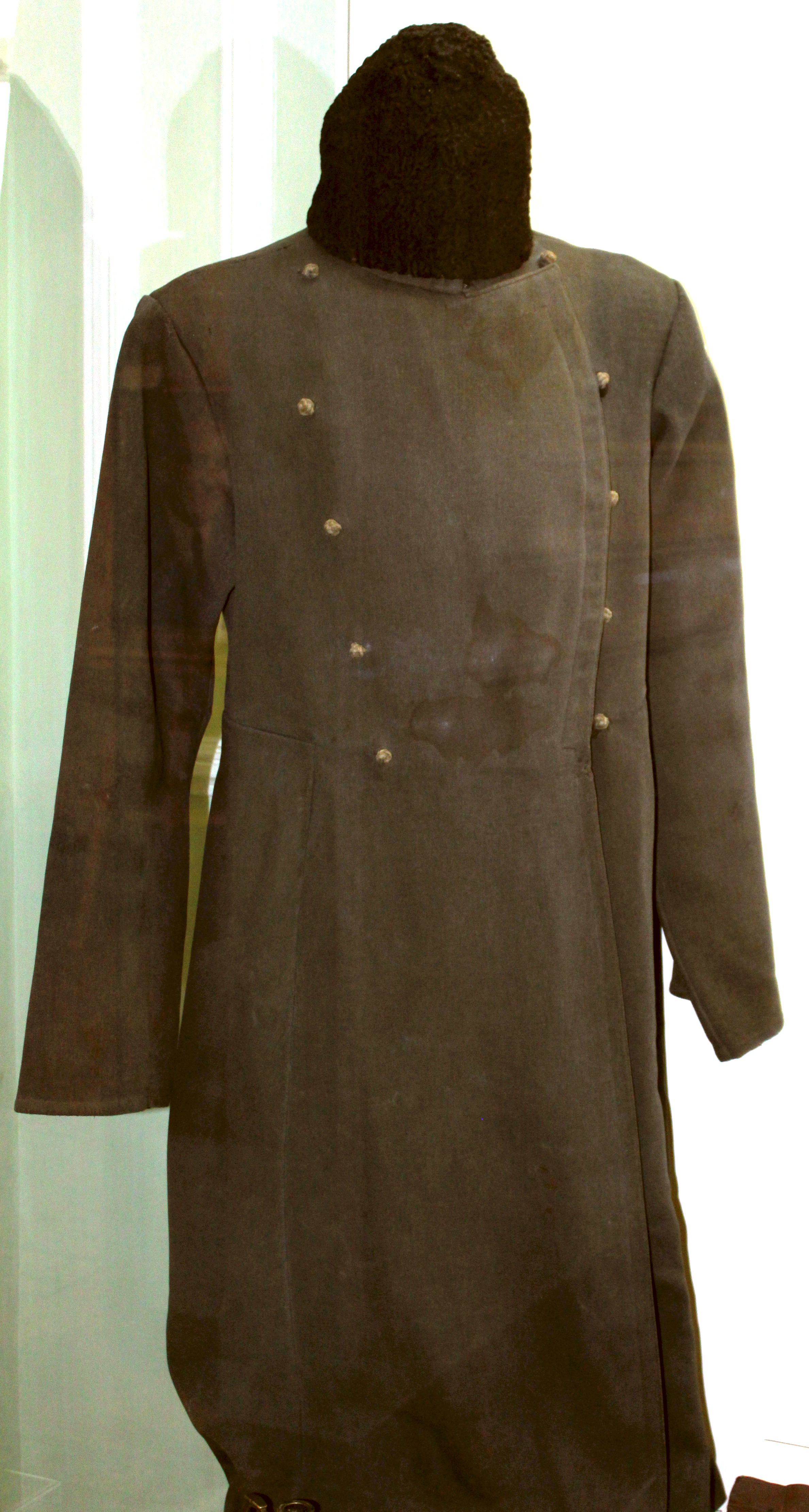
Abrigos, gorros y guantes.
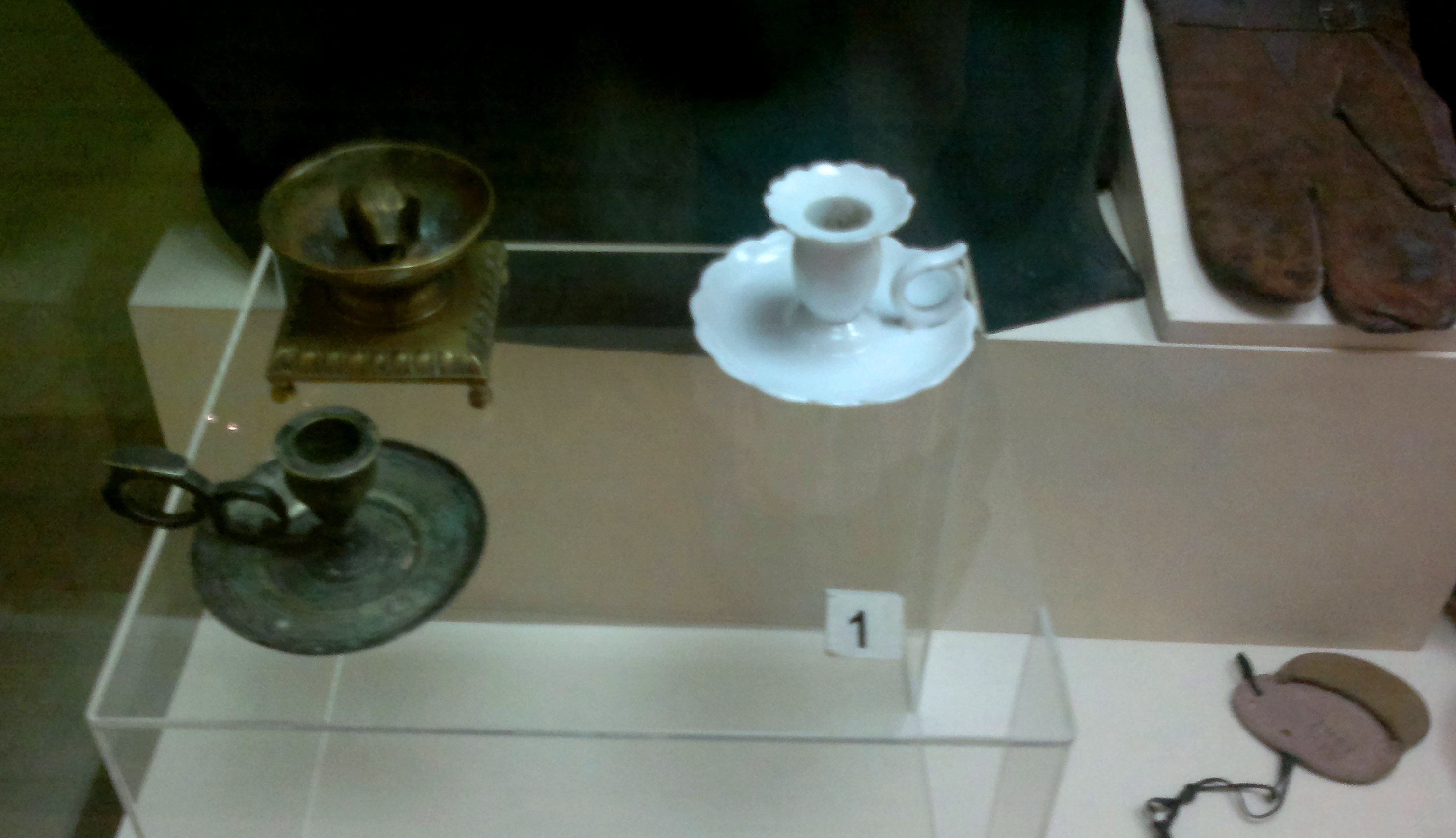
Candelabros y sellos de puerta.
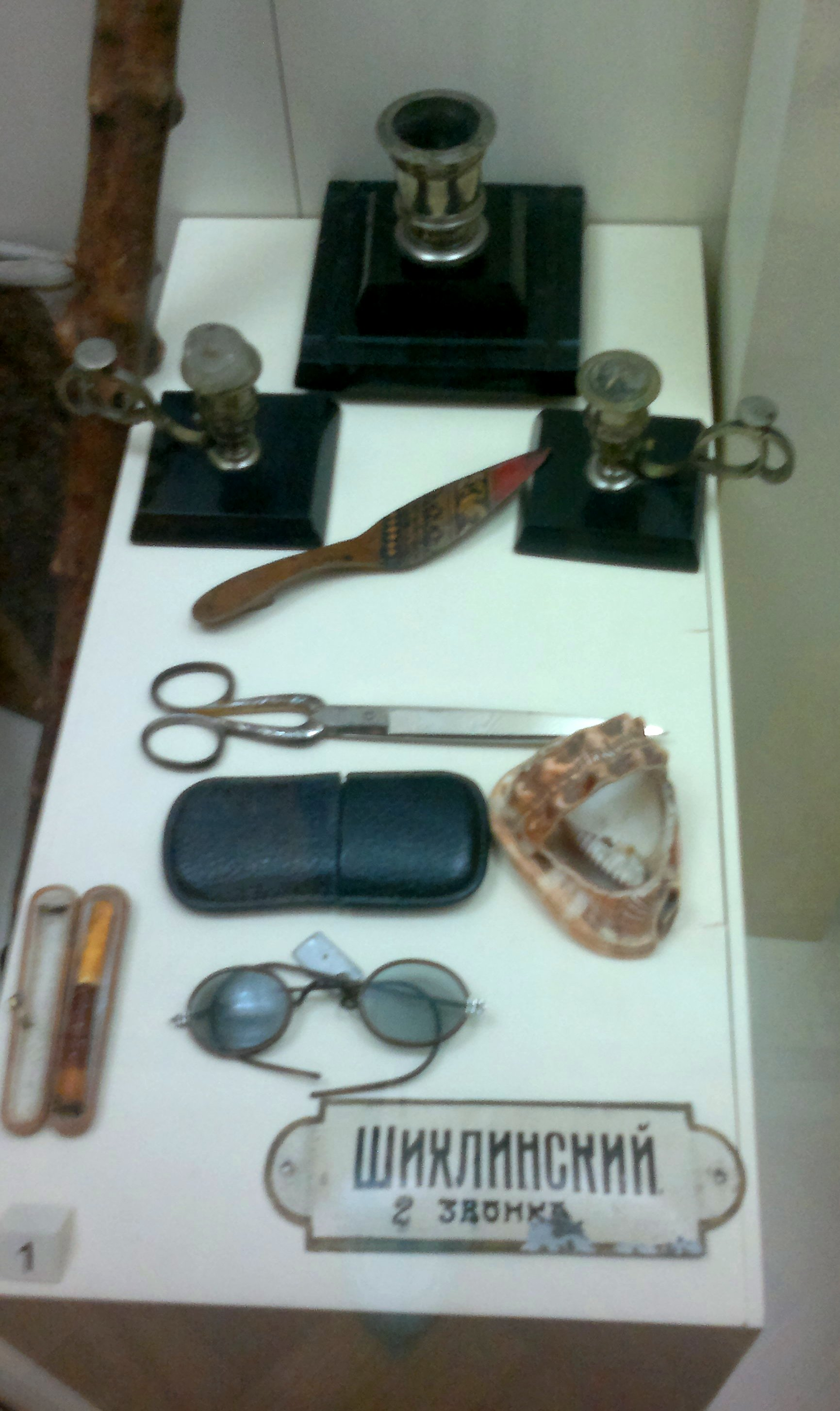
Accesorios de mesa, gafas, señal de puerta.

### Servicio en la Unión Soviética

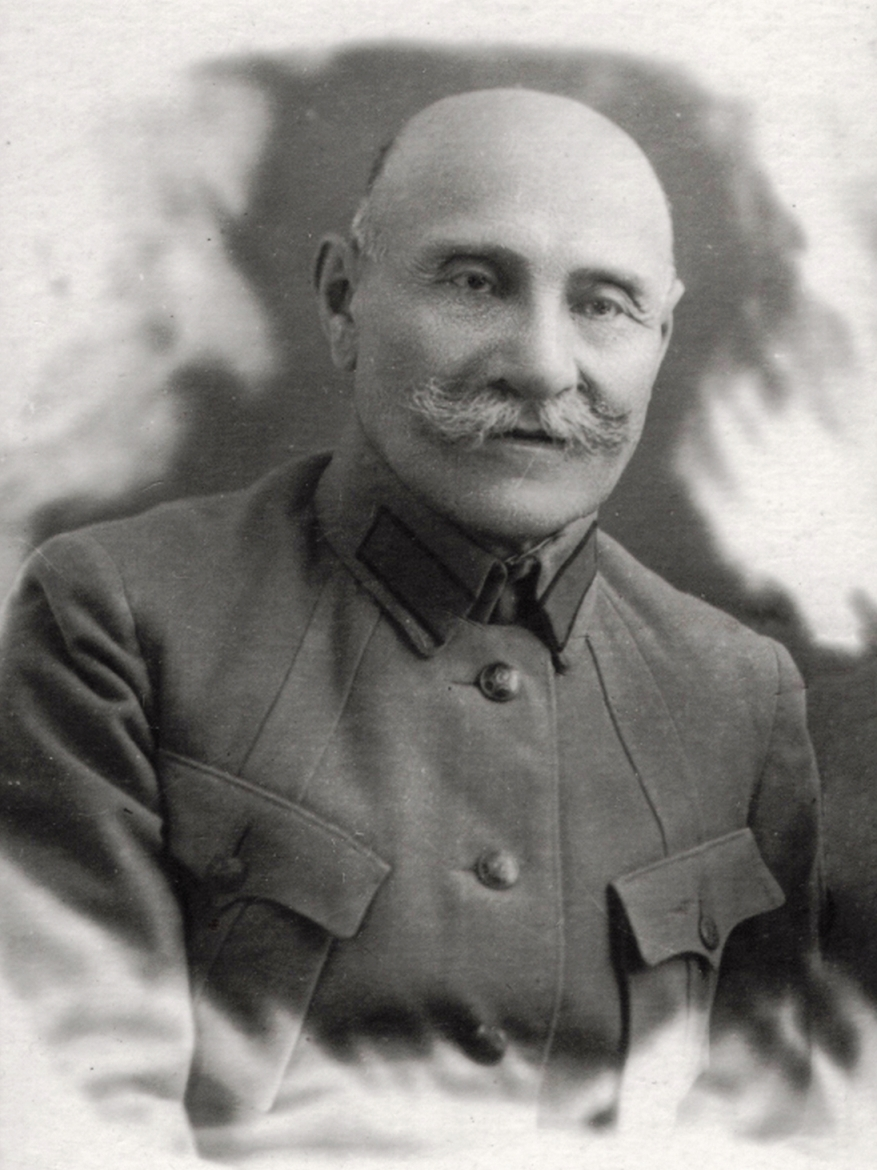
Aliagha Shikhlinski, el 17 de febrero de 1929.

En la mañana de la revolución, el 28 de abril de 1920, él fue arrestado junto con Samad Bey Mehmandarov. De las represiones fueron salvados por Nariman Narimanov, el primer presidente del Soviet de Comisarios del Pueblo de la República Socialista Soviética de Azerbaiyán. Narimanov decidió enviar al general Shikhlinski y al general Samad bey Mehmandarov a Moscú, a Vladimir Lenin, para utilizarlos como unos especialistas valiosos de guerra en el aparato central.
Aliaga Shikhlinski trabajaba como maestro en la Escuela Suprema de Artillería y la Comisión de Ordenanza de Artillería. En 1921 regresó a Bakú y ocupó el cargo de vicepresidente de la Sociedad Militar-Científica de la Guarnición de Bakú. En agosto de 1921 dio clases en la Escuela de Artillería de Moscú y dictó conferencias en la Academia de Artillería de Petrogrado. En 1922 impartió clases de artillería en la Escuela de Comando de Azerbaiyán y fue elegido vicepresidente de la Sociedad Militar-Científica. En 1923 Aliaga Shikhlinski publicó una serie de artículos de «Cañones en guerras próximas» en el periódico «Comunista» (abril n.º 9, 10,11).
En 1924 fue subjefe de la escuela de Comando de Azerbaiyán, y en 1925 fue editor en jefe del Colegio de Traducción Militar de Azerbaiyán. En 1926 publicó el diccionario militar en tres alfabetos: ruso, turco y latino. Fue creador del diccionario militar en Azerbaiyán. Por su servicio excepcional, el general Aliaga Shikhlinski fue condecorado con el Decreto Honorífico del Consejo Revolucionario Militar de la Unión Soviética el 23 de febrero de 1928. En 1927 publicó su obra científica «Teoría de batalla del Ejército Rojo obrero-campesino». En 1928 publicó una serie de artículos de ciencia militar en el quinto y sexto número de la revista «Conocimiento militar».
El general Aliaga Shikhlinski planteó la cuestión de la instalación de artillería de regimiento en el Ejército Rojo, ante Mikhail Frunze, quien apreció mucho su actividad e Azerbaiyán. Después de 1929 la salud de Shikhlinski se deterioró, su vista y audición se debilitaron.

## Muerte

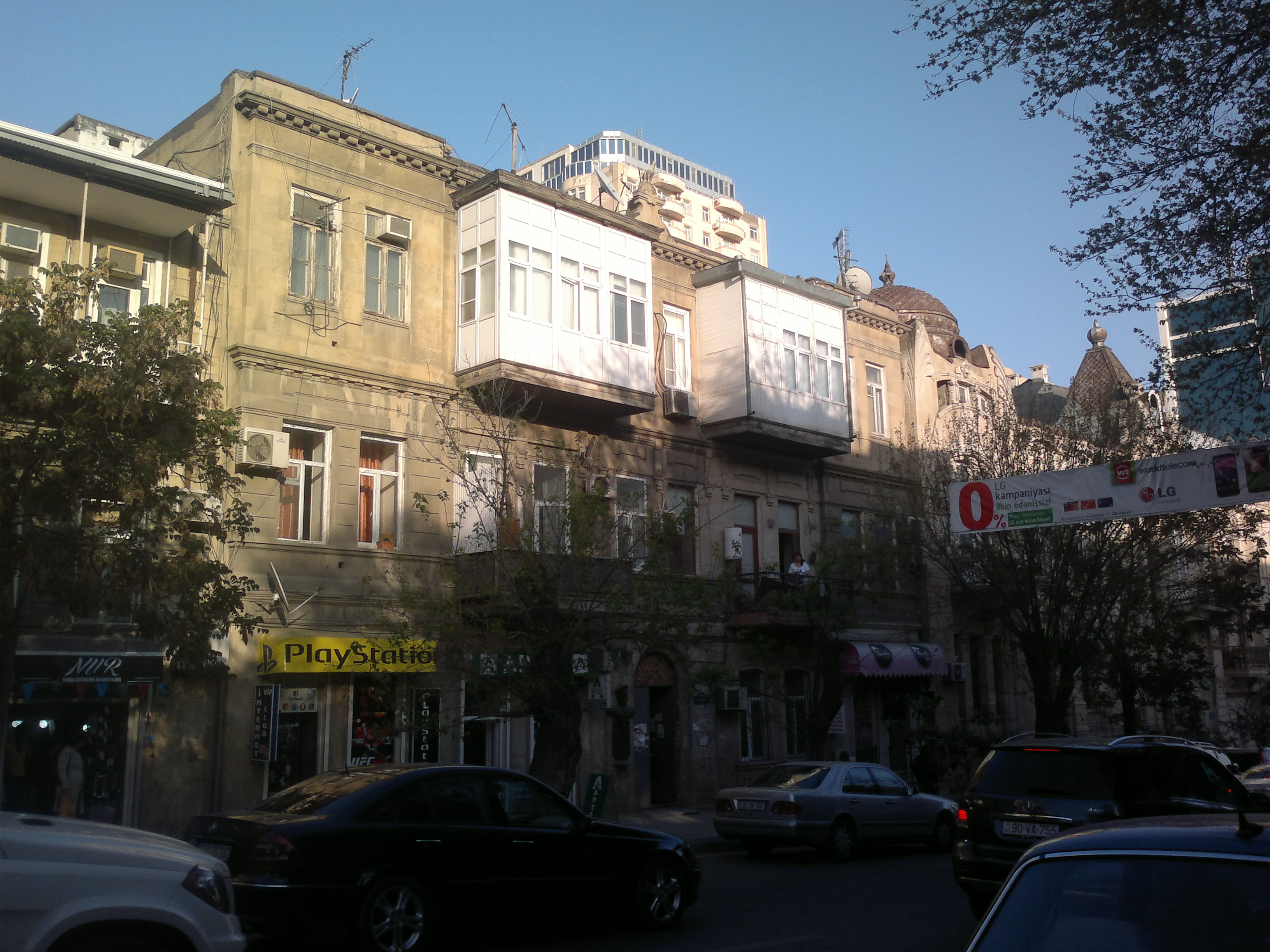
El edificio donde vivió Aliagha Shikhlinski en Bakú

Pasó sus últimos días en el apartamento 14 en la calle de Jafar Jabbarli en Bakú. Antes de su muerte, Aliaga Shikhlinski escribió sus memorias: «Mis memorias», que empezó en 1942. El libro fue publicado nueve meses después de la muerte del general, en mayo de 1944. El gran científico, profesor de ciencias militares, el general de división Yevgeni Barsukov, escribió un prólogo muy valioso. Este libro fue publicado en azerbaiyano y ruso en 1984 con adiciones y explicaciones en «Azerneshr».
El funeral de Aliaga Shikhlinski, que murió de cardiosclerosis en el hospital Musa Naghiyev el 18 de agosto de 1943, fue organizado por el propio filósofo Heydar Huseynov. El científico, que no tenía parentesco con el general, sentía una gran admiración por la identidad de Shikhlinski, su actividad militar, especialmente su creación científico-publicista en el ámbito de la formación profesional. El funeral fue acompañado por una fúnebre orquesta de la guarnición militar de Bakú. Aliaga Shikhlinsky fue sepultado de forma adecuada siguiendo todas las normas, por comandantes militares de destacados comandos. El propio Heydar Huseynov, generales y parientes, pronunciaron su último discurso de despedida.